# Supercoppa brasiliana 2018 (pallavolo maschile)
La Supercoppa brasiliana 2018 si è svolta il 21 ottobre 2018: al torneo hanno partecipato due squadre di club brasiliane e la vittoria finale è andata per la prima volta al Sesi.

## Regolamento
Le squadre hanno disputato una gara unica.

## Squadre partecipanti
| Squadra | Qualificazione                                              | Ultima partecipazione      |
| ------- | ----------------------------------------------------------- | -------------------------- |
| Sada    | Vincitrice Superliga Série A 2017-18/Coppa del Brasile 2018 | Supercoppa brasiliana 2017 |
| Sesi    | Finalista Coppa del Brasile 2018                            | Debutto                    |

## Torneo
| 21 ottobre 2018 Arena Juscelino Kubitschek, Belo Horizonte Durata: ? - Spettatori: ? | Sada | 0 - 3 | Sesi | 22-25, 19-25, 22-25 |